# Rufus Halley
Rufus Halley (falecido em 28 de agosto de 2001) era um padre católico romano da Sociedade Missionária de São Columbano que passou mais de 20 anos promovendo o diálogo ecumênico entre cristãos e muçulmanos na Ásia. Nascido em Killoteran, Condado de Waterford, Irlanda, ele foi designado para as Filipinas logo após sua ordenação ao sacerdócio em 1969, vivendo e ministrando aos pobres da zona rural.
Em 1980, ele se mudou para Mindanau, no sul das Filipinas, e se ofereceu para dialogar com os muçulmanos. Em uma tentativa de quebrar a desconfiança e desconfiança mútuas, Halley se integrou às comunidades cristã e muçulmana, aprendendo duas línguas locais e trabalhou por muitos anos em uma loja de propriedade de um muçulmano que vendia arroz e milho.

## Morte
Halley morreu, aos 57 anos, em 28 de agosto de 2001. Ele foi baleado e morto a caminho de sua paróquia. Ele foi pranteado por cristãos e muçulmanos em Mindanau. Ambas as comunidades mantiveram vigília ao lado de seu caixão e centenas de muçulmanos compareceram ao funeral e sepultamento de Halley.

## Póstumo
A Fundação Auroro Aragon-Quezon em Manila concedeu um prêmio póstumo a Halley por suas contribuições em Lanao del Sur, nas Filipinas. De acordo com a citação, Halley "foi além do chamado comum de um missionário, pois exibiu infalivelmente o zelo do conflito armado sem sentido".
O Arcebispo Capalla de Davao descreveu Halley como "um pacificador incansável e compassivo e pastor do rebanho".